# مج کندی
مَج کندی (انگلیسی: Madge Kennedy؛ ۱۹ آوریل ۱۸۹۱ – ۹ ژوئن ۱۹۸۷) هنرپیشه اهل ایالات متحده آمریکا بود.
از فیلم‌هایی که وی در آن نقش داشته‌است، می‌توان به همنشین بد، مگر آن‌ها اسب‌ها را خلاص نمی‌کنند؟ و شور زندگی اشاره کرد.